# Andrena minapalumboi
Andrena minapalumboi är en biart som beskrevs av Giovanni Gribodo 1894.
Andrena minapalumboi ingår i släktet sandbin och familjen grävbin. Inga underarter finns listade i Catalogue of Life.